# Gaofen-1
Gaofen 1 (chino:高分 一号; pinyin: Gāofēn Yī hào; literalmente "alta resolución - número 1") es un satélite chino de observación de la Tierra de alta resolución y el primero de los satélites de la serie Gaofen.

## Historia
El programa de satélite civil CHEOS (Sistema de observación de la Tierra de alta resolución de China) se propuso en 2006 y recibió la aprobación en 2010. Gaofen 1 fue la primera de las seis naves espaciales CHEOS previstas para ser lanzadas entre 2013 y 2016. El objetivo principal del satélite es para proporcionar observaciones casi en tiempo real para la prevención y el alivio de desastres, monitoreo del cambio climático, mapeo geográfico, estudios ambientales y de recursos, así como apoyo a la agricultura de precisión. 
Posteriormente se lanzaron más de doce satélites de la serie Gaofen, con diferentes capacidades de imágenes ópticas, infrarrojas y de radar. Están gestionados por civiles.

## Lanzamiento
Gaofen 1 fue lanzado el 26 de abril de 2013 a las 04:13 UTC con un cohete portador Long March 2D desde el Centro de Lanzamiento de Satélites de Jiuquan junto con los tres pequeños satélites experimentales: TurkSat-3USat (Turquía), CubeBug 1 (Argentina) y NEE-01 Pegaso (Ecuador) en una órbita sincrónica con el sol.